# Dysphania bastelbergeri
Dysphania bastelbergeri là một loài bướm đêm trong họ Geometridae.